# 「少年A」この子を生んで……
「少年A」この子を生んで……（「しょうねんA」このこをうんで……）は、1999年4月に文藝春秋から出版された書籍の名称。

## 概要
副題は「父と母 悔恨の手記」。著者は神戸連続児童殺傷事件の犯人である「少年A」の両親。少年Aとの暮らしと事件直後のありのままを綴った書籍。これによって真実を知ることを望む遺族の気持ちに応え、前向きな何かが生まれるという願いが込められて著された書籍である。この書籍の印税は出版から20年で合計1億円近くに達し、全てが事件の被害者及び遺族に支払われた。2001年7月に文庫化された。
トーハン調べによればこの書籍は、1999年年間ベストセラーの総合部門の14位にランクしている。ノンフィクション部門では7位にランクしている。この書籍は2001年の時点では部数は52万部であり、当時の文藝春秋が最近3年間に出版した書籍の中ではベスト1位であった。